# KSTAM
La Korean Smart Top-Attack Munition (KSTAM) es una munición inteligente destinada a ser lanzada desde el arma de un K2 Black Panther de Corea del Sur. Los sistemas comparables incluyen las municiones de artillería Spear y SMArt 155 de Diehl Corporation, la munición de artillería  Bonus de BAE Systems, la munición de ataque superior IMI Excalibur de Israel Military Industries, la munición de ataque superior Polynege de Nexter Systems o la munición guiada de precisión XM1111 de Raytheon.
Hay dos variantes de KSTAM; KSTAM-I y KSTAM-II. KSTAM-I sigue el modelo de la munición de ataque superior Excalibur de 105 mm de Israel, mientras que KSTAM-II sigue el modelo del SMArt 155 de Diehl. Si bien los dos sistemas difieren significativamente entre sí, su concepto sigue siendo el mismo; para derrotar a la armadura enemiga atacando su punto más vulnerable: la parte superior.

## Historia
No se sabe mucho sobre el KSTAM-I, aparte del hecho de que se basó en la munición de ataque superior Excalibur de 105 mm de la industria militar israelí. Debía tener un alcance mínimo de 2 km y el máximo de 5 km.
Se especula que el KSTAM-I se ha abandonado en favor de la capacidad superior de KSTAM-II y, por lo tanto, el siguiente artículo se centrará en KSTAM-II.
KSTAM-II se desarrolló a través de la cooperación tecnológica entre Poongsan y Diehl. Consiste en una munición inteligente con fusible de sensor (SFSM) llena de ojivas EFP.  El KSTAM-II se lanza desde los cañones principales CN08/L55 de 120 mm montados en los tanques de batalla principales K2 Black Panther que serán desplegados por el ejército de Corea del Sur, y se usarán para atacar objetivos, estacionarios o en movimiento, que están ocultos detrás de obstáculos. KSTAM-II fue desarrollado conjuntamente por Corea del Sur y Diehl Corporation de Alemania. Es similar a la munición de artillería SMArt 155.
Básicamente es una munición antitanque guiada, el KSTAM vuela con la energía que se le aplica con el disparo del cañón principal. No posee ningún tipo de propulsor y no debe confundirse con un misil antitanque. La trayectoria de la munición es curva, lo que le confiere una capacidad similar a la de una munición de mortero o de artillería para atacar objetivos que se cubran detrás de obstáculos. Su uso principal es destruir vehículos enemigos atrincherados y/o cubiertos que son inalcanzables con proyectiles antitanques regulares debido a las restricciones en el terreno, visibilidad y/o los peligros impuestos al vehículo amigo.

## Vehículo lanzador
El KSTAM está diseñado específicamente para los  cañones CN08/L55 montados en los tanques de batalla principal K2 Black Panther y no se han anunciado otros vehículos de lanzamiento que sean capaces de disparar tales proyectiles.

## Diseño
El KSTAM consiste en una munición inteligente con espoleta de sensor, ensamblaje de ala de estabilización de vuelo y espoleta de detonación de base. La munición inteligente con espoleta de sensor consta de una ojiva EFP hecha de  tántalo, un dispositivo de seguridad y carga, un sensor multimodo y un sistema de procesamiento de señales que consiste en un  radar de banda milimétrica e  infrarrojos, y un sistema de estabilización de vuelo y descenso.  Además, KSTAM consta de sensores multimodo que combinan sensores MMW y sensores infrarrojos, lo que permite atacar objetivos que se mueven sin verse afectados por el mal tiempo y las  interferencias.
El sistema de estabilización de vuelo y descenso consta de un paracaídas desacelerador y un paracaídas autorrotativo. El paracaídas autorrotativo está diseñado en una forma de dosel especial a través del análisis aerodinámico para mantener un ángulo de inclinación, una velocidad de rotación y una velocidad de descenso constantes cuando el sensor activa los descensos de municiones inteligentes y la búsqueda de objetivos. La munición inteligente con espoleta de sensor se separa del ensamblaje del ala durante el vuelo a su mayor altitud, el paracaídas de desaceleración se despliega y desciende a una velocidad de aproximadamente 75 m/s. Una vez que se despliega el paracaídas autorrotativo, la munición inteligente con espoleta de sensor busca el objetivo mientras desciende en espiral con un ángulo de inclinación de 30 grados, una velocidad de rotación de 3 rps (180 rpm) y una velocidad de descenso de 13 m/s.
La ojiva sirve para penetrar la parte superior del objetivo desde una gran distancia después de la detonación. El material del revestimiento es tántalo y forma un penetrador bajo la presión generada por la detonación de explosivos. El penetrador de forma explosiva contiene una alta energía cinética, y después de golpear la superficie superior del tanque a una velocidad de aproximadamente 2000 m/s, el efecto letal se maximiza por el "efecto de fragmentación detrás de la armadura" en el que no solo el  penetrador sino también la armadura interna del tanque destruida por el penetrador forma fragmentos.

## Uso
No es necesario revelar el vehículo de lanzamiento para usar la munición, ya que la munición está equipada con sus propios sistemas de navegación y orientación y le da la capacidad de dispara y olvida. El vehículo puede estar completamente oculto detrás de los obstáculos y aun así poder lanzar las municiones siempre que haya suficiente espacio libre para que el cañón se eleve.
Después de ser disparada, la munición comenzará su viaje hacia sobre el área designada, ayudada por cuatro aletas para estabilizar su vuelo, donde desplegaría sus paracaídas para ralentizar su descenso, dando a su radar de adquisición de objetivos y sensores infrarrojos el tiempo suficiente para identificar y adquirir un objetivo, luego disparar su EFP en la parte superior del mismo.
El vehículo de lanzamiento puede controlar manualmente la munición de forma limitada mediante un enlace de datos en vivo.
El alcance mínimo de la munición es de 2 km, mientras que el alcance máximo es de 8 km.

## Sistemas similares
- SMArt 155

- Bonus